# Eleven (Tina-Arena-Album)
Eleven ist ein Musikalbum der australischen Sängerin Tina Arena. Es wurde 2015 über das Musiklabel EMI veröffentlicht.

## Hintergrund
Der Albumtitel ist eine Anspielung darauf, dass es sich um das elfte Werk Arenas handelt, die zudem im November geboren ist. Außerdem enthält es elf Stücke.
Aufgenommen wurde das Album in den australischen Städten Sydney und Melbourne sowie in den europäischen Hauptstädten London, Paris und Stockholm. Beteiligt an dem Prozess waren u. a. der Songwriter und Produzent Jon Hume (Evermore), Singer-Songwriter Hayley Warner (bekannt aus der TV-Sendung Australian Idol) und Sängerin Tania Doko (von dem Pop-Duo Bachelor Girl).

## Covergestaltung
Das Albumcover zeigt die Künstlerin im Seitenprofil mit Blick nach vorn. Sie blickt den Betrachter mit leicht geöffnetem Mund direkt an. Der linke, im Bild vordere Arm ist angewinkelt und die Hand und Teile des Unterarms bedecken den Hals, der rechte Arm ist ebenfalls angewinkelt und die Hand ist hinter dem rechten Ohr platziert. Arena trägt als Schmuck Kreolen, von ihrer Bekleidung sind nur ansatzweise die Träger eines schwarzen Oberteils zu sehen. Der Hintergrund ist weiß, Tina Arenas Name und der Albumtitel sind in der linken oberen Ecke (vom Betrachter aus) platziert.

## Titelliste
| #  | Titel                         | Länge |
| -- | ----------------------------- | ----- |
| 1  | Unravel Me                    | 4:27  |
| 2  | Overload                      | 3:23  |
| 3  | I Want to Love You            | 5:14  |
| 4  | Colours                       | 3:54  |
| 5  | Not Still in Love with You    | 3:57  |
| 6  | When You’re Ready             | 3:40  |
| 7  | Wouldn’t Be Love If It Didn’t | 3:52  |
| 8  | Magic                         | 3:31  |
| 9  | Lie in it                     | 4:00  |
| 10 | Karma                         | 4:41  |
| 11 | Love falls                    | 4:01  |

## Charterfolge und Singles
Das Album stieg am 15. November 2015 auf Platz 2 in die australischen Albumcharts ein und fiel in der Folgewoche mit Rang 11 aus den Top 10. Insgesamt hielt sich der Tonträger mit einer Unterbrechung 11 Wochen in den Charts auf, zum Schluss auf Rang 40.
Der Song I Want To Love You wurde Ende August 2015 vorab als Single veröffentlicht.

## Rezeption
In einer ausführlichen Besprechung für The Guardian hielt Everett True schon in der Einleitung fest:

“… songs so uninhibited and emotion-racked it makes the likes of Celine Dion sound restrained and retiring”

„...Songs, die so ungehemmt und emotionsgeladen sind, dass sie Celine Dion beherrscht und zurückhaltend klingen lassen“

Für das englischsprachige E-Zine Renowned for Sound urteilte der Rezensent in seiner vollumfänglich positiven Rezension:

Eleven is exhilaratingly wonderful from beginning to end and you can easily draw in all of its splendour

„Eleven ist von Anfang bis Ende berauschend schön und es fällt leicht, die ganze Pracht in sich aufnehmen“